# The Glen

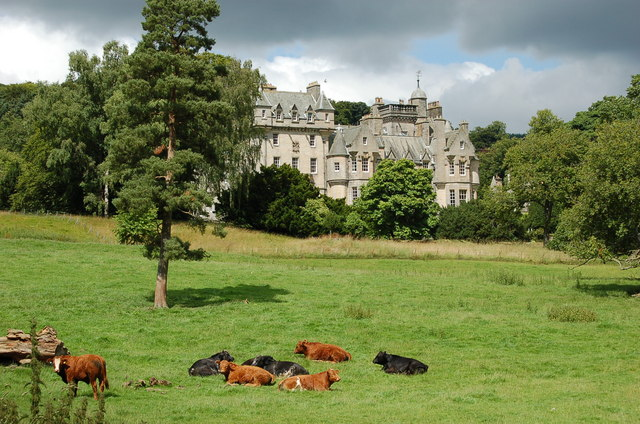
The Glen

The Glen, auch Glen House, ist ein im Scottish-Baronial-Stil gestaltetes Herrenhaus. Es liegt inmitten eines weitläufigen Anwesens rund vier Kilometer südwestlich der schottischen Ortschaft Innerleithen in der Council Area Scottish Borders. 1971 wurde das Bauwerk in die schottischen Denkmallisten in der höchsten Denkmalkategorie A aufgenommen. Des Weiteren bildet The Glen zusammen mit verschiedenen Außengebäuden ein Denkmalensemble der Kategorie A. Drei zugehörige Bauwerke sind eigenständig als Kategorie-A-Bauwerke klassifiziert. Dies sind die Gärten, die Stallungen sowie The Temple. Das Gesamtanwesen ist im schottischen Register für Landschaftsgärten verzeichnet. In drei von sieben Kategorien wurde das höchste Prädikat „herausragend“ verliehen.

## Geschichte
Die Geschichte des Anwesens kann bis in das Jahr 1296 zurückverfolgt werden. Bis um 1512 verblieb es in Familienbesitz und wurde dann durch Verkauf in zwei benachbarte Anwesen mit den Bezeichnungen Easter Glen und Wester Glen aufgespalten. Der Edinburgher Bankier Alexander Allan erwarb Easter Glen im Jahre 1796 zum Preis von 10.500 £. Im frühen 18. Jahrhundert wurden beide Anwesen wiedervereint. Zum Zeitpunkt befand sich am Standort von The Glen ein verhältnismäßig kleines Gebäude. Allans Sohn William Allan beauftragte den schottischen Architekten William Henry Playfair mit der Erweiterung des Gebäudes. Außerdem begann Allan die Entwicklung der Gärten- und Parkanlagen.
Der Industrielle und Politiker Charles Tennant, 1. Baronet erwarb das Anwesen 1852 für 33.140 £. Er ließ das vorhandene Gebäude abbrechen und gab den Bau des heutigen Herrenhauses nach einem Entwurf von David Bryce in Auftrag. 1874 wurde, ebenfalls nach einem Entwurf Bryce’, ein Turm hinzugefügt. Nach einem Brand im Jahre 1905 restaurierte Robert Lorimer The Glen. Im Zuge der Arbeiten wurden auch verschiedene Ergänzungen vorgenommen und das Gartendesign überarbeitet. Die Ehefrau von Christopher Grey Tennant, 2. Baron Glenconner veranlasste verschiedene Modernisierungen des Innenraums. Als Bekannte der Familie zeigte Prinzessin Margaret ihre Zuneigung zu The Glen und verbrachte dort mehrere Aufenthalte.

## Gärten
Eine Bruchsteinmauer umfriedet die südwestlich an das Herrenhaus angrenzenden Gärten. Die Anlage wurde 1854 von David Bryce entworfen und mehrfach zu Beginn des 20. Jahrhunderts umgestaltet. Die Gärten sind mit Harl-verputzten Mauern terrassiert. Reich ornamentierte, zweiflüglige schmiedeeiserne Tore führen auf das Gelände. Verschiedentlich sind klassizistisch ausgestaltete Steinbänke mit segmentbögigen Rückwänden und Gesimsen aufgestellt.

## Stallungen
Im Norden begrenzen die Stallungen den Hof vor dem Herrenhaus. Wie The Glen selbst, entwarf David Bryce die im Scottish-Baronial-Stil gestalteten Stallungen 1854. Veränderungen wurden 1874 durch Bryce und um 1905 durch Lorimer vorgenommen. Die Stallungen bestehen aus drei Gebäuden, die einen unregelmäßig geformten Innenhof umschließen. Eine Blendmauer schließt die Westseite ab. Natursteindetails aus cremefarbenem Sandstein kontrastieren das dunklere Mauerwerk. Das Bauwerk ist mit rundbögigen Öffnungen, Gesimsen und Ecktourellen ausgestaltet.

## The Temple
Das Sommerhaus The Temple liegt rund 600 m südwestlich des Herrenhauses. Es wurde 1822 nach einem Entwurf William Playfairs erbaut und gehört damit zu den älteren Gebäuden des Anwesens. Die von Luke Dickinson gravierten Glasarbeiten wurden 1997 installiert. Das klassizistische Bauwerk ist mit einem Portikus gestaltet, der zuvor ein Bauernhaus am Standort zierte. Er ist mit gepaarten toskanischen Säulen gestaltet, die einen Architrav tragen. Während der Portikus aus polierten Steinquadern aufgebaut ist, besteht das Mauerwerk von The Temple aus Bruchstein. Das flach geneigte Dach ist vermutlich mit Schiefer eingedeckt. Der hölzerne Dachstuhl liegt im Inneren frei.